# مسجد جامع رشتخوار
مسجد جامع رشتخوار مربوط به دوره خوارزمشاهی - دوره تیموری است و در ۷۰۰ متری جنوب شرق شهر رشتخوار واقع شده و این اثر در تاریخ ۴ بهمن ۱۳۵۶ با شمارهٔ ثبت ۱۳۴۳ به‌عنوان یکی از آثار ملی ایران به ثبت رسیده‌است.